# Bobrycia (rejon buczański)
Bobrycia (ukr. Бобриця) – wieś na Ukrainie, w obwodzie kijowskim, w rejonie buczańskim, w hromadzie Biłohorodka. W 2001 liczyła 565 mieszkańców, spośród których 543 wskazało jako ojczysty język ukraiński, 21 rosyjski, a 1 inny.